# John Culma
John Jairo Culma (Cali, 17 marzo 1981) è un ex calciatore colombiano, di ruolo centrocampista.

## Palmarès
- Campionato israeliano: 1

Maccabi Haifa: 2008–2009